# نازکا
نازکا (به اسپانیایی: Nazca) یک شهر در پرو است که در استان نازکا واقع شده‌است. نازکا ۲۷٬۰۰۰ نفر جمعیت دارد و ۵۲۰ متر بالاتر از سطح دریا واقع شده‌است.